# Giovanni Caracciolo (Marschall)
Giovanni Caracciolo (in Frankreich Jean Caraccioli) (* 1487; † 1550 in Susa), Principe di Melfi, Duca de Venosa, d‘Ascoli de Soria, Großseneschall des Königreichs Neapel, Marschall von Frankreich, war ein neapolitanischer Adliger abwechselnd im Dienst des Kaisers und des französischen Königs.
Giovanni Caracciolo war ein Angehöriger der Familie Caracciolo; er ist zu unterscheiden von Giovanni Caracciolo, dem Liebhaber der Königin Johanna II. von Neapel, der 1432 ermordet wurde.

## Leben
Giovanni Caracciolo war der Sohn von Troiano Caracciolo, Duca di Melfi und später Principe di Melfi, Großseneschall von Neapel, und Ippolita Paola di Sanseverino. Über seine Kindheit und Jugend ist wenig bekannt, lediglich, dass er der Accademia Pontaniana angehörte: 1526 wird ihm Andrea Matteo III. Acquaviva, Herzog von Atri, seine Übersetzung von Plutarchs De virtute morali widmen.
Während der Besetzung Neapels durch den französischen König Karl VIII. schloss er sich diesem an und nahm 1512 an der Schlacht bei Ravenna teil, während sein Vater dem Haus Aragon treu blieb, um den Familienbesitz unabhängig vom Ausgang des Krieges zu bewahren: er gab sein Engagement auf französischer Seite bald auf und folgte seinem Vater 1523 ohne Schwierigkeiten als Principe di Melfi, Duca di Venosa, Duca d‘Ascoli di Soria, Marchese d‘Atella, Conte d‘Avellino und Großseneschall des Königreichs Neapel.
1525 wurde er von Vizekönig Andreas Carafa beauftragt, die Verteidigung von Barletta aus Angst vor einer venezianischen Landung vorzubereiten. 1528 griff er zu den Waffen, um der Invasion unter der Führung von Odet de Foix, dem Maréchal de Lautrec, zu widerstehen, wurde in Melfi belagert und mit seiner Familie gefangen genommen. Als Philibert de Chalon, der kaiserliche Gouverneur von Neapel, die Zahlung eines Lösegeldes verweigerte, schloss sich Caracciolo erneut den Franzosen an. König Franz I. ließ ihn und seine Familie frei und machte ihn zum Lieutenant-général, während der Kaiser seine Besitztümer wegen Eidbruchs noch 1528 requirierte und dann Andrea Doria zum Fürsten von Melfi und Antonio de Leyva zum Fürsten von Ascoli (20. Dezember 1531) ernannte.
Nach dem Damenfrieden von Cambrai (5. August 1529) ging Giovanni Caracciola nach Frankreich ins Exil, da er von der Gegenseite keine Begnadigung erwarten konnte. In Frankreich erhielt er nach und nach die Herrschaften Châteauneuf-sur-Loire, Vitry-aux-Loges, Romorantin, Brie-Comte-Robert, sowie die Vizegrafschaft Martigues und die Baronie von Berre, um ihn für den Verlust seiner Güter in Italien zu entschädigen. Mit diesen Seigneurien und den vom König verliehenen Renten war sein Einkommen in Frankreich nun höher als im Königreich Neapel.
1536 kämpfte er in der Provence gegen den Kaiser und gehörte seit dem Ende des Winters 1536/37 zu denen, die die Befestigung der Mauern von Hesdin leiteten. Mitte Juli 1537 erhielt er vom König das Kommando über eine von einem Dutzend Galeeren geführte Seeexpedition gegen Neapel, die am Ende aufgrund der fortgeschrittenen Jahreszeit ohne Ergebnis blieb.
im August 1543 gelang es ihm, eine Offensive von Adrien de Croÿ, Comte de Roeulx, gegen Landrecies zu verhindern und anschließend die Stadt mit mächtigen Befestigungsanlagen zu versehen. Am 4. Dezember 1543 machte ihn Franz I. zum Lieutenant-général der luxemburgischen Armee. Mit Brissacs Hilfe zwang er Mitte Januar 1544 Wilhelm von Fürstenberg, die Belagerung Luxemburgs aufzuheben. Am 10. Juni 1544 ernannte ihn Franz I. zum Lieutenant-général der Stadt Troyes (gemeinsam mit dem Herzog von Montpensier) mit einer Garnison von 5000 Mann, in dem Moment, als Karl V. in Richtung Champagne unterwegs war und Paris bedrohte. Am 14. Dezember 1544 wurde er nach dem Tod des Marschalls Montpezat zum Marschall von Frankreich ernannt, am 4. Oktober 1545, nach dem Demission des Comte d’Enghien, zum Gouverneur und Lieutenant-général von Piemont.
1550 erkrankte er so schwer, dass Diane de Poitiers seinen Sohn Antonio, den Abt von Saint-Victor in Paris, schickte, um ihn zu bitten, das Amt aufzugeben und sich nach Frankreich zurückzuziehen. Am 20. Juli teilte Antonio Caracciolo dem König mit, dass sein Vater ersetzt werden wolle; die Position des Lieutenant-général wurde durch die Intervention von Diane de Poitiers dem Comte de Brissac, anvertraut, der unverzüglich abreiste, um Caracciolo zu treffen. Das Todesdatum des im Sommer 1550 im Sterben liegenden Caracciolo ist umstritten. In der Literatur finden sich unterschiedliche Angaben dazu, die zwischen dem 29. Juli bei Courcelles und dem 29. August bei Anselme liegen. Nach Scheurer lag Caracciolo am 9. August 1550 im Sterben, als Comte de Brissac bei ihm eintraf, nach Paladino war er bereits am 7. August in Susa verstorben. Sein Leichnam wurde in die Kirche San Domenico nach Turin gebracht und in der Kapelle der Beata Vergine del Rosario beigesetzt.

## Ehe und Familie
Giovanni Caracciolo heiratete in erster Ehe Giovanna d’Acquaviva, Tochter von Giovanni Francesco d’Acquaviva, Marchese di Bitonto (Haus Acquaviva). In zweiter Ehe heiratete er Eleonora di Sanseverino. Seine Kinder sind:
- Troiano († 11. April 1554 in der Schlacht von Ceresole), Marchese d’Atella; ⚭ Isabella  di Capua
- Giulio, 1546/47 bezeugt, Marchese d’Atella
- Antonio († Ende 1569 auf Schloss Châteauneuf-sur-Loire), 1543–1550 Abt von Saint-Victor in Paris, 1551 Bischof von Troyes, 1561 reformiert
- Isabella († 1555 auf Schloss Châteauneuf-sur-Loire); ⚭ Antonio d’Aquino, Marchese di Corato; beide wurden im Dezember 1550 in Frankreich naturalisiert
- Camilla; ⚭ 26. Mai 1547 Claude, Baron de Pestels
- Susanna; ⚭ Oktober 1550 Francesco d'Acquaviva, Duca d’Atri, 14. Juni 1547 Seigneur de Brie-Comte-Robert (Haus Acquaviva)
- Cornelia († 1586 auf Schoss Châteauneuf-sur-Loire), Principessa di Melfi, 22. Januar 1563[6] Dame de Châteauneuf-sur-Loire